# 横纹肌肉瘤
横纹肌肉瘤（rhabdomyosarcoma，RMS）是起源于横纹肌细胞或向横纹肌细胞分化间叶细胞的恶性肿瘤；可发生在头颈、膀胱、生殖器、躯干、四肢、乳房、肝脏、心脏、纵隔等处。横纹肌肉瘤的发生率低于恶性纤维组织细胞瘤和脂肪肉瘤。
横纹肌肉瘤占儿童实体肿瘤的15%，软组织肉瘤的50%。胚胎型與腺泡型多見於兒童與青年患者；多形細胞型多見於中年以上患者；此外，女性患者較男性患者常見。發病部位以頭頸部與四肢，以及泌尿系統和生殖器。

## 治疗
1. 手术治疗：施行广泛切除术，争取保留肢体，由于边缘切除复发率可高达80%以上，故在四肢做不到广泛切除的病人，截肢仍属必要。
2. 放疗：以放射線治療应根据年龄，部位，分期选用，进行放疗。
3. 化疗：化疗在横纹肌肉瘤治疗中占有重要地位。
4. 综合治疗：化疗，手术及放疗的综合应用。

## 症状
- 胚胎型横纹肌肉瘤对于10岁以下小孩，长于头颈部、眼眶、泌尿生殖系。
- 腺泡状横纹肌肉瘤大多数发生于青少年，长于下肢，其次为头颈、躯干等处。肿块质地似橡皮样硬度，除血行转移外，常伴有淋巴结转移，肿瘤界限不清，多数病例死于1年以内。
- 多形细胞型横纹肌肉瘤多数发生在成年人。长于四肢，主要为下肢，尤以大腿的深部肌肉内多见，肿块大小不一，大者直径可达20cm以上，多形型横纹肌肉瘤常血性转移。累及淋巴结者较其他两型的横纹肌肉瘤多见。个别病例临床经过缓慢，有三分之一的病例可生存约五年。